# مدرسة الراحة الدولية
مدرسة الراحة الدولية هي مدرسة خاصة تقع في أبوظبي، الإمارات.

## الروابط الخارجية
1. ↑  Raha International School Official Website نسخة محفوظة 23 يناير 2018 على موقع واي باك مشين.
2. ↑  Raha International School ADEC Inspection Report. [وصلة مكسورة] نسخة محفوظة 24 سبتمبر 2015 على موقع واي باك مشين.

- Children open to infections as schools reopen in UAE on غلف نيوز. Retrieved 21:00 August 28, 2013
- Fitness: perfect your swimming technique . ذا ناشيونال . Retrieved July 30, 2013
- List of Taaleem schools